# Jahresbericht / Fachhochschule für Bibliotheks- und Dokumentationswesen in Köln
Der Jahresbericht / Fachhochschule für Bibliotheks- und Dokumentationswesen in Köln war der Jahresbericht der in Köln ansässigen Fachhochschule für Bibliotheks- und Dokumentationswesen (FHBD). Er erschien erstmals mit dem Jahrgang 1981 als direkter Nachfolger des Jahresberichts des Bibliothekar-Lehrinstituts des Landes Nordrhein-Westfalen (1972–1980), dem der kurzlebige Tätigkeitsbericht des Bibliothekar-Lehrinstituts (1970–1971) vorausging.
Mit dem Jahrgang 1993 wurde der Jahresbericht der FHBD eingestellt.